# Erzbistum Dijon
Das Erzbistum Dijon (lateinisch Archidioecesis Divionensis, französisch Archidiocèse de Dijon) ist ein im Osten des Landes gelegenes Erzbistum der römisch-katholischen Kirche in Frankreich. Sitz ist Dijon, die historische Hauptstadt des Herzogtums Burgund.

## Geschichte
Schon in der Merowinger- und Karolingerzeit war Dijon Residenz der Bischöfe von Langres, die zugleich das Kloster St-Bénigne leiteten. Das Bistum Dijon selbst wurde jedoch erst am 9. April 1731 durch Papst Clemens XII. begründet und gehörte bis 2002 zur Kirchenprovinz Lyon. Erster Bischof war Jean Bouhier, vorher Abt von St. Etienne. Der ab 1787 amtierende Bischof René des Monstiers de Mérinville konnte während der französischen Revolution sein Amt nicht ausüben. Von 1801 bis 1822 gehörte zur Diözese Dijon auch das Gebiet des vorübergehend aufgelösten Bistums Langres. Nach dessen Wiedererrichtung am 26. Juli 1823 umfasste das Bistum Dijon nur noch das Gebiet der Cote-d'Or.
Das 8.760 km² große Bistum wurde am 16. Dezember 2002 von Papst Johannes Paul II. zum Metropolitanbistum erhoben und bekam zugleich vier Suffragansitze zugeordnet.
Kathedrale des Bistums war ursprünglich die Kirche Saint-Etienne, seit Anfang des 19. Jahrhunderts ist dies jedoch die vormalige Kollegiatkirche Saint-Benigne.
Gliederung der Kirchenprovinz Dijon seit 2002:
- Erzbistum Dijon
  - Bistum Autun
  - Bistum Nevers
  - Erzbistum Sens
  - Mission de France